# Aretología
La aretología (del griego antiguo, ἀρετή, areté, "excelencia, virtud"), en sentido estricto, es una narración sobre hechos milagrosos de una figura divina. En el mundo grecorromano, las aretologías representan una rama religiosa de la retórica y son un desarrollo en prosa del himno como poesía de alabanza. 
Entre las deidades que disponen de aretologías en inscripciones y papiros, se encuentran Asclepio, Isis y Serapis. Los aretólogos griegos (ἀρετολόγος, "oradores de las virtudes") eran funcionarios del templo, que relataban las aretologías, y que también podían interpretar los sueños.
Por extensión, una aretología es también un "catálogo de virtudes" que pertenecen a una persona. Así, Cicerón lista y describe las virtudes de Pompeyo Magno ("Pompeyo el Grande") en su discurso Pro Lege Manilia. La aretología ha llegado a formar parte de la tradición retórica cristiana de la hagiografía.
En un sentido más amplio, la aretología es la filosofía moral que se ocupa de las virtudes, su naturaleza, desarrollo y medios para llegar a ellas, así como los vicios que se oponen a las mismas. 